# Gage Worsley
Gage Thomas Worsley (Moraga, 21 ottobre 1998) è un pallavolista statunitense, libero del Lüneburg.

## Biografia
È il fratello minore del pallavolista Joseph Worsley, suo compagno di squadra all'università, ed è sentimentalmente legato alla pallavolista Jenna Ewert.

## Carriera

### Club
La carriera di Gage Worsley inizia a livello giovanile con la Pacific Rim, mentre a livello scolastico gioca i tornei californiani con la Campolindo HS. Dopo il diploma è impegnato nella lega universitaria NCAA Division I con la Hawaii dal 2018 al 2021: disputa due finali nazionali consecutive, conquistando il titolo durante il suo ultimo anno, ottenendo anche diversi riconoscimenti individuali.
Nella stagione 2021-22 inizia la sua carriera da professionista in Bulgaria, dove disputa la Superliga con il Deja, mentre nella stagione seguente approda al Lüneburg, nella 1. Bundesliga tedesca.

### Nazionale
Fa parte della nazionale statunitense Under-21 impegnata al campionato mondiale 2017.
Nel 2019 fa il suo debutto in nazionale maggiore al campionato nordamericano, dove conquista la medaglia d'argento. In seguito vince il bronzo alla Coppa panamericana 2022.

## Palmarès

### Club
- NCAA Division I: 1

2021

### Nazionale (competizioni minori)
- Coppa panamericana 2022

### Premi individuali
- 2019 - All-America First Team
- 2020 - All-America First Team
- 2021 - All-America First Team